# Phytoliriomyza fasciata
Phytoliriomyza fasciata este o specie de muște din genul Phytoliriomyza, familia Agromyzidae, descrisă de Friedrich Georg Hendel în anul 1931.
Este endemică în Austria. Conform Catalogue of Life specia Phytoliriomyza fasciata nu are subspecii cunoscute.